# 维利·施塔德尔
维利·施塔德尔（德語：Willi Stadel，1912年7月9日—1999年3月23日），德国男子体操运动员。他曾获得1936年夏季奥运会体操比赛男子团体全能金牌。他在该届奥运会也参加了数个个人小项，最好名次是男子自由体操的第六名。